# Lleida
Lleida ['ʎejðə] (w uproszczeniu [liejde], hiszp. Lérida ['lɛɾiða]) – miasto w Hiszpanii, w środkowej Katalonii nad rzeką Segre, 131 tys. mieszkańców. Położona ok. 160 km od Barcelony, 103 km od Tarragony i 146 km od Saragossy. Stolica prowincji o tej samej nazwie oraz comarki Segrià. Najważniejsze miasto katalońskie w głębi lądu. Tradycyjny ośrodek rolniczy, od drugiej połowy XX w. również przemysłowy (przetwórstwo) i usługowy. Stolica biskupstwa. Siedziba Uniwersytetu w Lleidzie. Stare centrum miasta rozciąga się na prawym brzegu Segre, wokół wzgórza, na którym wznosi się średniowieczna katedra (la Seu Vella – Stara Katedra) – najbardziej charakterystyczny gmach Lleidy. Równolegle do rzeki biegnie Carrer Major, reprezentacyjna ulica handlowa. Za la Seu Vella aż do drogi ku Huesce ciągną się dzielnice mieszkaniowe. Z kolei po lewej stronie rzeki mieści się nowy kampus uniwersytecki (dzielnica Cappont).

## Historia miasta

### Od starożytności do Al-Andalus

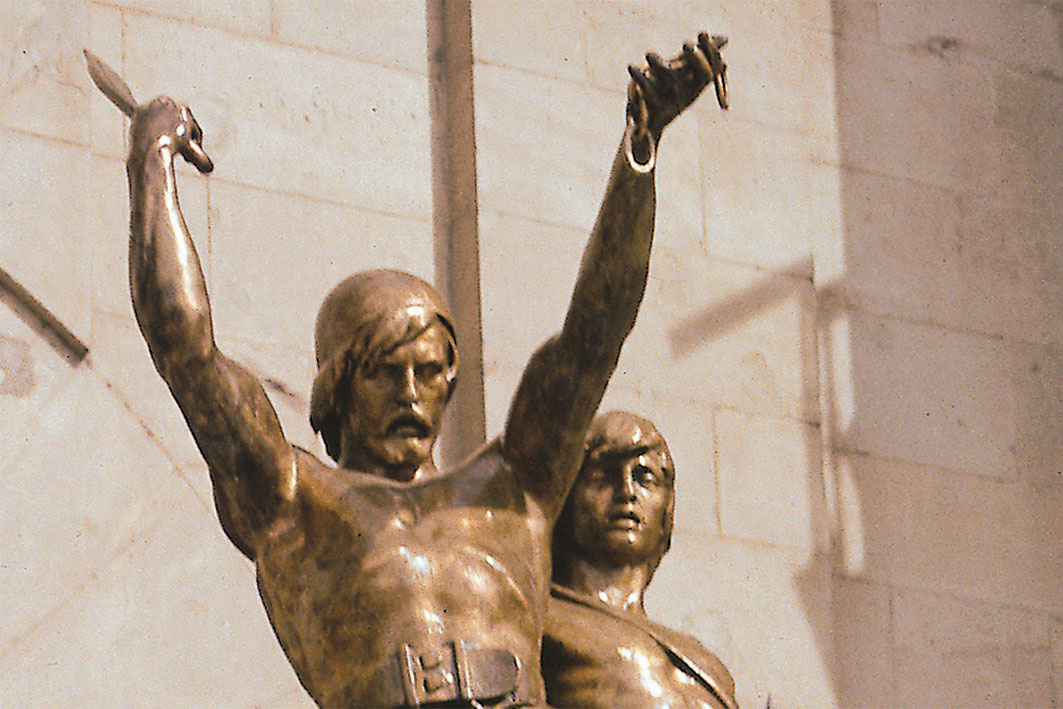
Indíbil i Mandoni, bohaterowie buntu przeciw Rzymianom

W IV-III w. p.n.e. Lleida (znana wówczas pod nazwą Iltirda) była głównym miastem jednego z plemion iberyjskich. Jego wodzowie, Indíbil i Mandoni, polegli w bojach z Rzymianami w drugiej wojnie punickiej. Ich walka ze Scypionem stała się symbolem oporu miejscowej ludności Półwyspu Iberyjskiego przeciw romanizacji. Zwycięzcą wojen punickich był jednak Rzym, a w konsekwencji cały półwysep dostał się pod jego kontrolę. Za panowania Rzymian Lleida (Ilerda) odegrała kluczową rolę w niektórych istotnych zdarzeniach z historii imperium. Była najpierw sceną walk między Sertoriuszem a Sullą (78–67 p.n.e.), a później między Cezarem i Pompejuszem. W 49 p.n.e. siły wierne Pompejuszowi, dowodzone przez Afraniusza i Petreusza, poniosły klęskę w bitwie pod Ilerdą, o czym wspomina sam Cezar w O wojnie domowej oraz Lukan w Farsalii. Za czasów Oktawiana Lleida stała się municipium. Strategiczne położenie (na szlaku Heraklesa oraz w miejscu zbiegu kilku dolin rzek spływających z grzbietu Pirenejów) sprzyjały rozwojowi miasta. W V w. powstało tu biskupstwo, a już za panowania Wizygotów miał miejsce ważny synod prowincji (546).

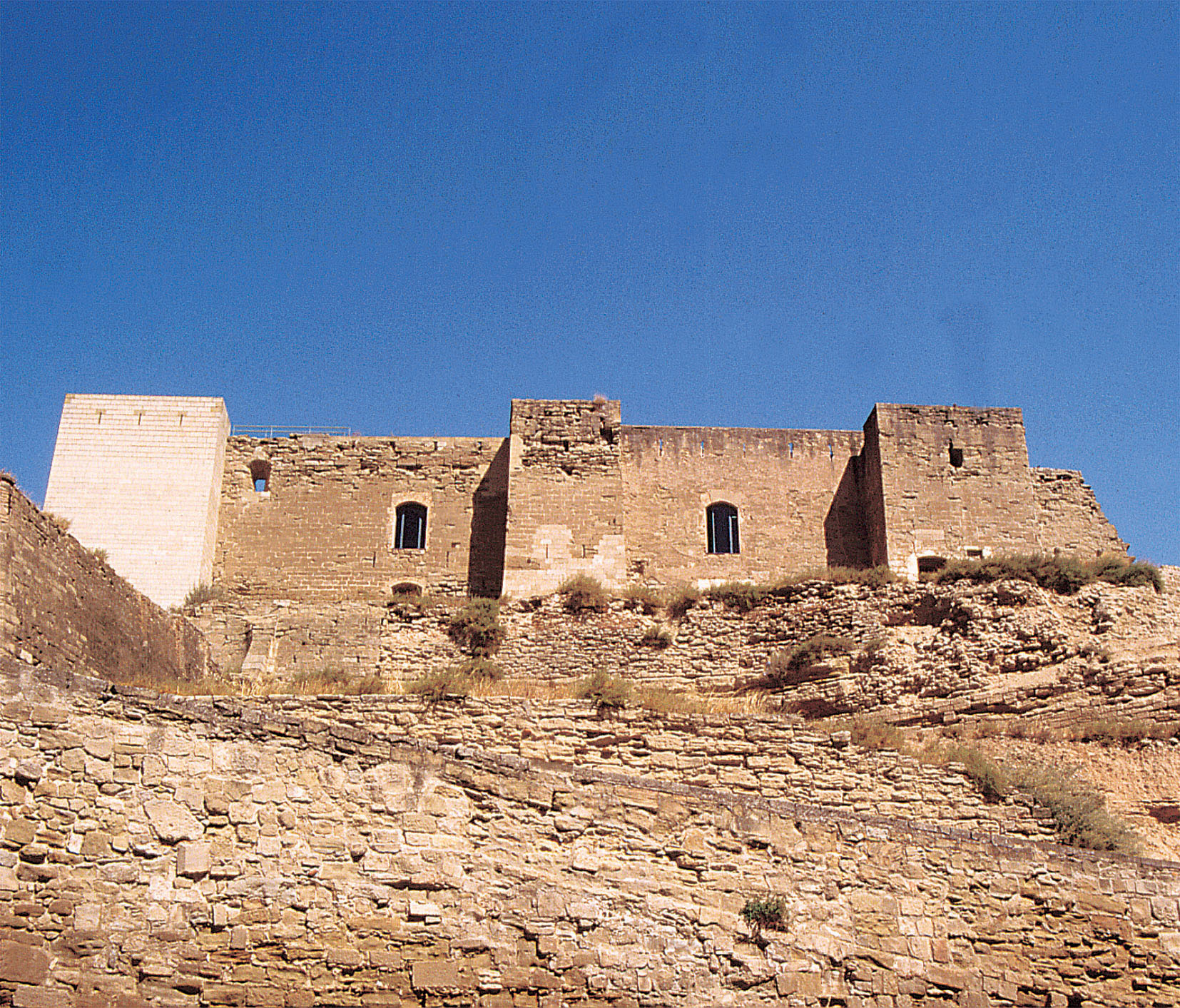
La Suda

Podczas trwającej ponad cztery stulecia (719–1149) dominacji muzułmanów Lleida (Lareda) była ufortyfikowanym miastem na peryferiach Al-Andalus. Od XI w. siedziba niezależnego taifatu, ściśle powiązanego z saragoskim klanem Banu Hud. Po zburzeniu miasta przez Ludwika Pobożnego, na początku IX w. Arabowie wznieśli tu fortecę La Suda (później Castell del Rei – Zamek Królewski) oraz otoczyli Lleidę pierścieniem murów. Gęsta sieć kanałów i rowów nawadniających stała się bazą dla późniejszego rozwoju miejscowego rolnictwa i sadownictwa, a zgodne współżycie ludności islamskiej i katolickiej (w dzielnicy El Romeu) oraz żydowskiej (w dzielnicy La Cuirassa) ułatwiło dalszy rozkwit całego miasta.

### Od rekonkwisty do współczesności

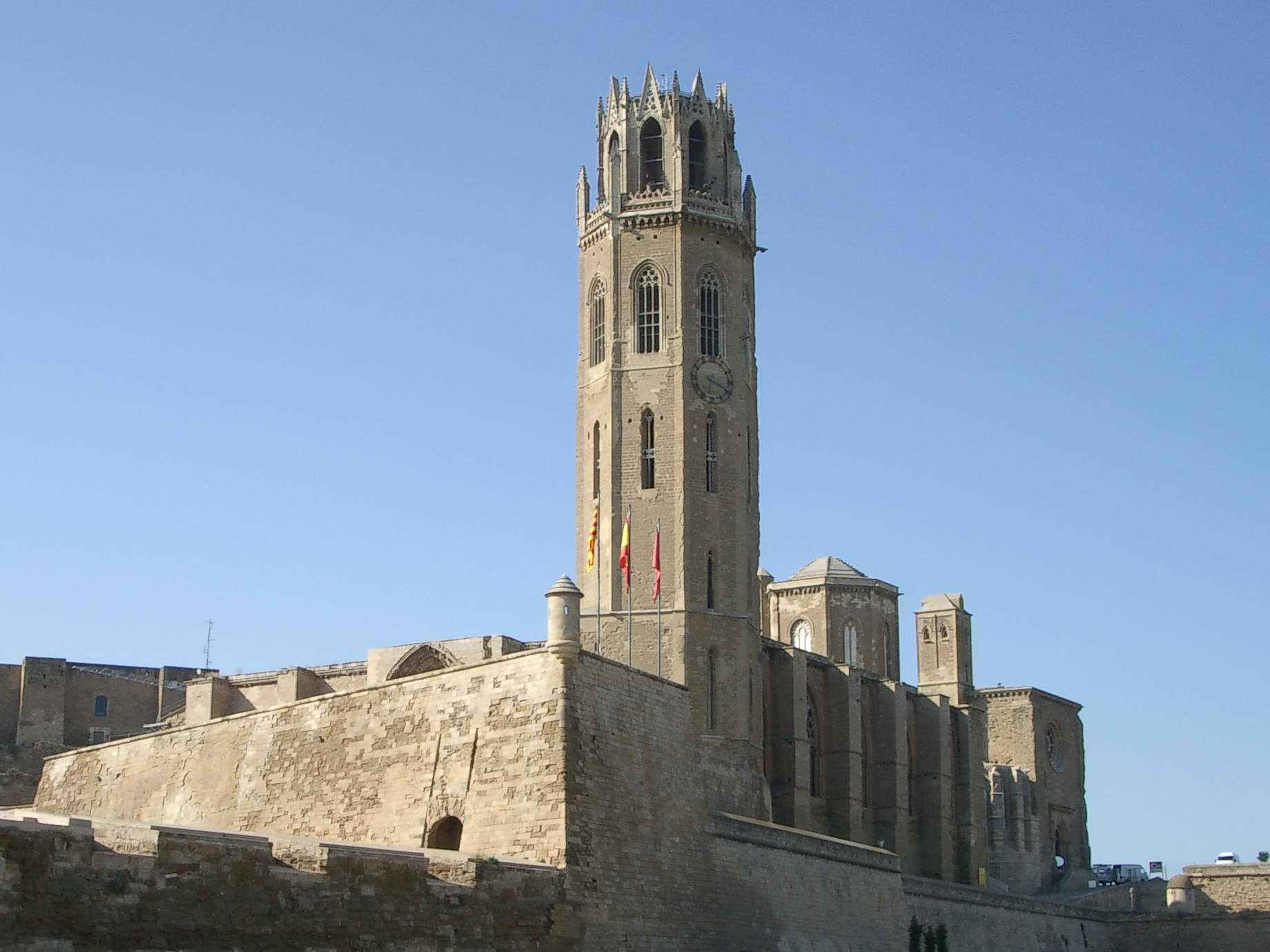
Stara Katedra

W 1149 r. Lleida trafiła znów w ręce chrześcijańskie – zdobywcami miasta byli katalońscy hrabiowie Ramon Berenguer IV z Barcelony i Ermengol VI z Urgell. Podzielili okolicę między siebie, jedną piątą terenu wraz z fortecą Gardeny oddając zakonowi templariuszy. Pod koniec roku 1214 do Lleidy zwołane zostały pierwsze Kortezy Katalonii-Aragonii, na których poddani przysięgli wierność sześcioletniemu Jakubowi I Zdobywcy, uznanemu wówczas formalnie królem Aragonii. Miasto gościło ponownie Kortezy we wrześniu 1218 r. W tym czasie biskupem Lleidy był Berenguer d'Erill (1205-1235). W 1228 Jakub I specjalnym królewskim przywilejem (fuero) uwolnił Lleidę od zwierzchności senioralnej. Odtworzeniu biskupstwa towarzyszyło zbudowanie romańsko-gotyckiej katedry na wzgórzu nad miastem. W 1300 r. Jakub II ufundował w Lleidzie uniwersytet. Wśród jego uczniów był m.in. Alfons de Borja, późniejszy papież Kalikst III.

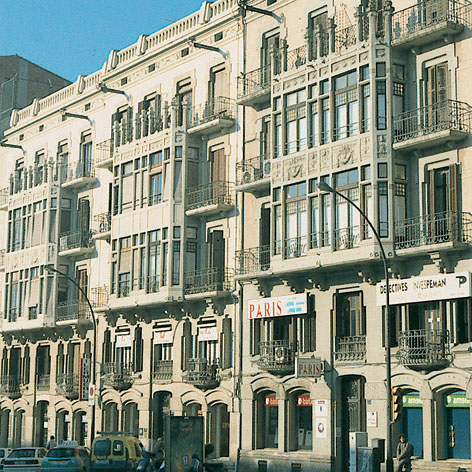
Katalońska secesja, świadectwo rozkwitu z przełomu XIX i XX w

Przez następne stulecia los nie obchodził się z Lleidą łaskawie. Miasto kilkakrotnie było oblegane, zdobywane i burzone. Najbardziej krwawe było oblężenie podczas wojny żeńców w 1646, kiedy francuskie wojska hrabiego Harcourt usiłowały odbić miasto z rąk Filipa IV. Udało się to w dzień św. Cecylii, tj. 22 listopada, kiedy Lleida była już niemal całkowicie zrujnowana. Z kolei w 1707 r., podczas wojny sukcesyjnej, koalicja francusko-kastylijska Filipa V zdobyła miasto, a następnie pozbawiła je najważniejszych symboli: zlikwidowano uniwersytet (wszystkie katalońskie uczelnie przeniesiono do Cervery) i Paerię (miastem rządził burboński magistrat), a starą katedrę przekształcono w koszary wojskowe. Lleida wkroczyła w epokę stagnacji, stała się miastem prowincjonalnym i zaściankowym.
Dopiero w drugiej połowie XIX w. miasto przebudziło się z dotychczasowego marazmu – w 1861 r. zburzono mury miejskie, wytyczono nowe ulice, do Lleidy dojechała też kolej żelazna. Ożywiło się życie kulturalne, polityczne i społeczne. Ten czas rozkwitu został znów przerwany przez wojnę, tym razem domową. W kwietniu 1938 w toku operacji aragońskiej frankiści zdobyli miasto. Lleida znów pogrążyła się w stagnacji, której kres przyniosła dopiero demokratyzacja w latach 70. XX w. W następnych latach rozwinął się lokalny przemysł, do Lleidy dotarła szybka kolej AVE, a w 1991, po blisko trzech stuleciach, do miasta powrócił uniwersytet.

## Lleida dziś

### Zabytki i miejsca warte zwiedzenia

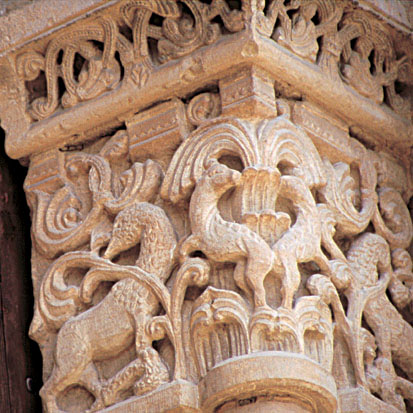
Kapitel kolumny w Starej Katedrze

- Najważniejszym i najlepiej widocznym zabytkiem jest górująca nad miastem Stara Katedra (La Seu Vella), trzynawowa, na planie krzyża. Jej budowa rozpoczęła się w 1203 na gruzach starego meczetu muzułmańskiego. Kamień węgielny został położony[2] przez króla Aragonii Piotra II i hrabiego Ermengadusa z Urcel. Kościół pw. Matki Boskiej został konsekrowany w 1278 r., a jego budowa ostatecznie zakończona w XIV w. Kościół został przekształcony w koszary w 1707[2] roku. W 1926 podjęto decyzję o przywróceniu budynkowi funkcji kościelnych i w 1946 rozpoczęły się prace restauracyjne. Stanowi przykład stylu przejściowego pomiędzy stylem romańskim a gotykiem. Przy katedrze dzwonnica o wysokości 70 m, z dwoma dzwonami średniowiecznymi (Silvestra odliczająca pełne godziny i Mónica odliczająca kwadranse) oraz pięcioma współczesnymi. W środku kościoła gotyckie rzeźby i freski.
- Powyżej katedry pozostałości arabskiej twierdzy Suda, przerobionej później na zamek królewski – El Castell del Rei z odbudowaną współcześnie narożną wieżą.

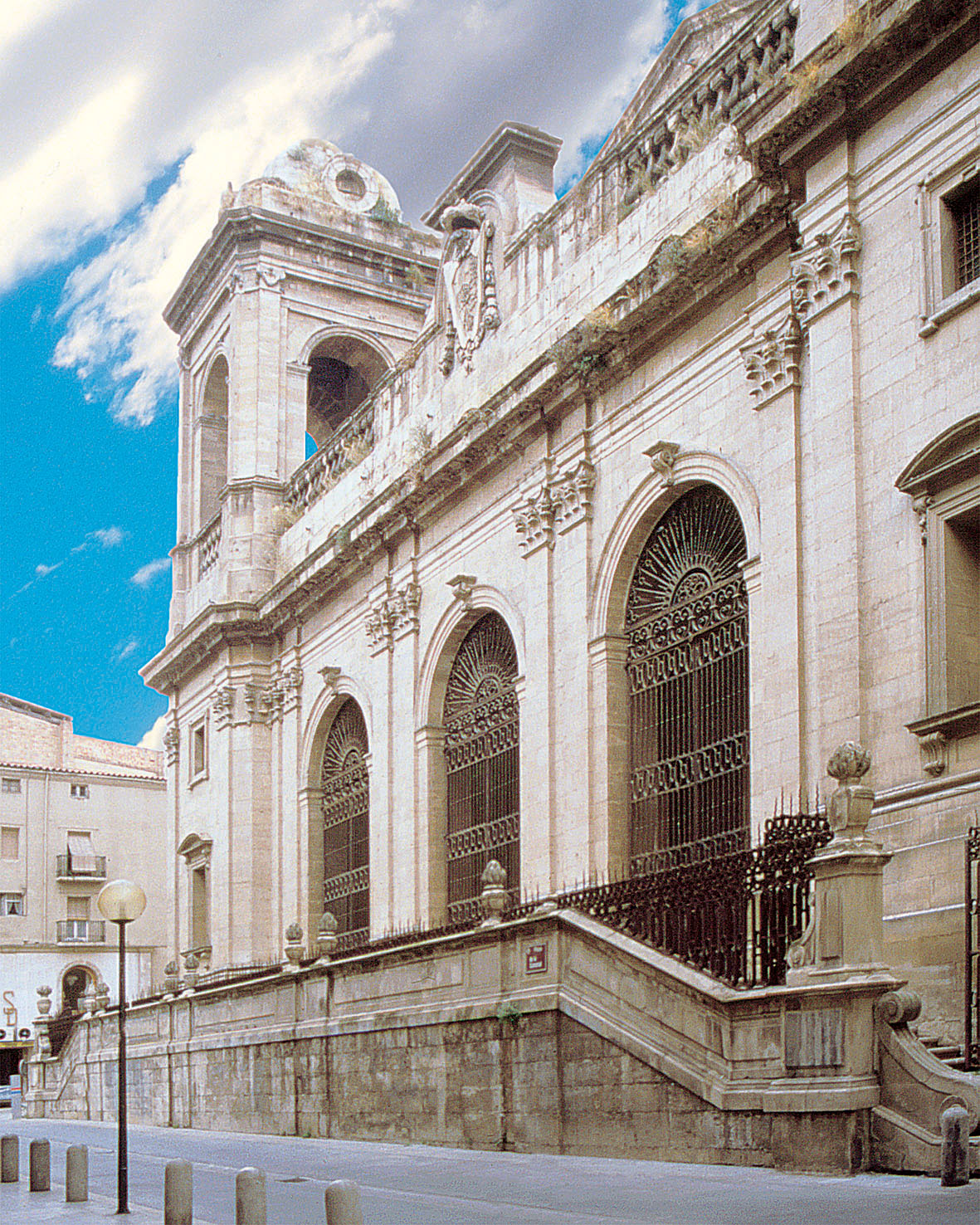
Nowa Katedra

- Nowa Katedra to budowla barokowa, zbudowana pomiędzy 1761 a 1781 r. Miała być symbolem burbońskiego panowania nad tymi terenami, stąd herb dynastii umieszczony nad wejściem. W kościele obraz Czarnej Madonny z Montserrat, patronki Katalonii.
- Naprzeciw Nowej Katedry mieści się Stary Szpital Matki Boskiej (XV-XVI). Budynek stanowi mieszaninę gotyku i stylu plateresco. Obecnie mieści się tu Institut d’Estudis Ilerdencs (placówka naukowa badająca i promująca historię, kulturę i sztukę prowincji Lleida), wraz z Gabinetem Numizmatycznym i salą archeologiczną. Na uwagę zasługuje Sala Gotycka z barokowym retabulum poświęconym Matce Boskiej od Aniołów (1738).

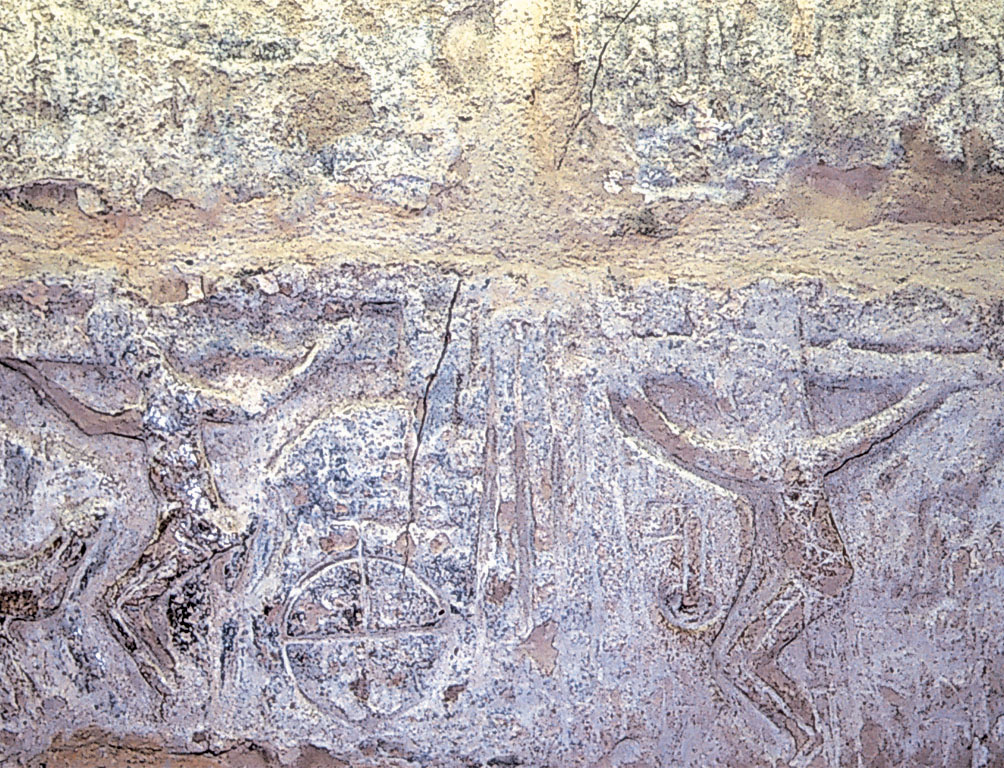
Graffiti w podziemiach Paerii

- Romański Pałac Paerii , czyli magistratu w Lleidzie. Zbudowana w początkach XIII w. jako siedziba arystokratyczna, w 1383 r. została przekazana przez właścicieli miastu. Do dziś służy jako siedziba władz Lleidy. W podziemiach budynku La Morra, czyli średniowieczne więzienie. Na kamiennych ścianach cel kilkusetletnie napisy i rysunki wyryte przez ówczesnych więźniów. W pałacu mieści się też miejskie archiwum z najważniejszym zachowanym dokumentem – La Carta Pobla, czyli aktem z 1150 r. regulującym lokalne prawo i zależności pomiędzy mieszkańcami prowincji.
- Zamek Gardeny (druga poł. XII w.), zbudowany przez templariuszy.
- Kościoły Sant Llorenç, Sant Martí (oba z XII w.) i Sant Joan (XIX w.) oraz kaplica Sant Jaume (XIV w.), będąca elementem szlaku św. Jakuba.

### Oświata i edukacja

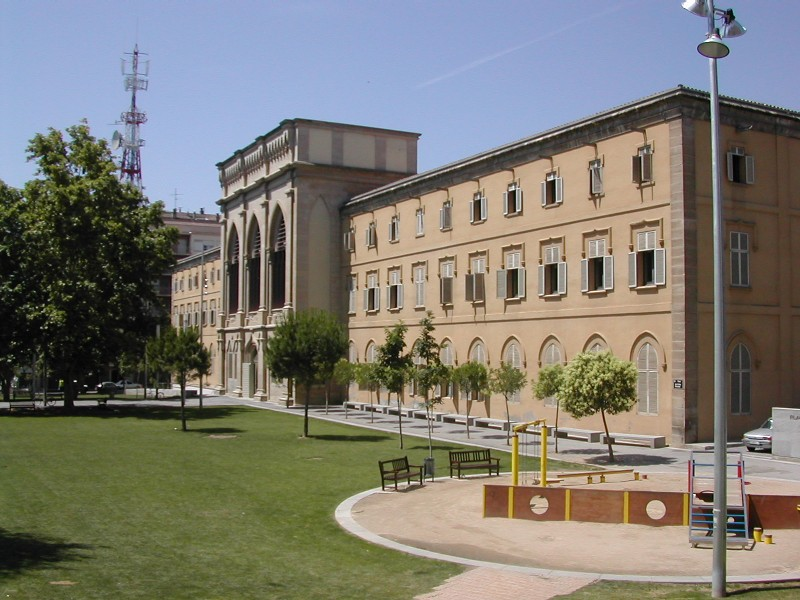
Uniwersytet w Lleidzie

Lleida oferuje kompletną ścieżkę edukacyjną od żłobka do tytułu uniwersyteckiego. Do 44 szkół podstawowych miasta uczęszcza prawie 8 tys. uczniów, z czego blisko połowa (47%) uczy się w szkołach prywatnych. Prawie 3 tysiące kontynuują naukę aż do matury (batxillerat). Ci, którzy zdecydują się na artystyczną ścieżkę edukacji, mają do wyboru szkołę muzyczną z konserwatorium, szkołę plastyczną i teatralną.
Uniwersytet w Lleidzie (nazywany wówczas Estudi General) istniał od 1300 do 9 października 1717 r., kiedy to został zlikwidowany przez Burbonów po wojnie sukcesyjnej, a wszystkie katalońskie uczelnie przeniesione do Cervery. Początki odrodzonej uczelni sięgają 1841 r. – wtedy w Lleidzie powstała wyższa szkoła Escola Normal de Mestres. 12 października 1991 r. kataloński parlament uchwalił prawo zezwalające na powołanie Universitat de Lleida (UdL). W maju 1993 r. pierwszym rektorem nowej uczelni został Jaume Porta Casanellas. Proces utworzenia uniwersytetu został zakończony 27 października 1994 r. uchwaleniem jego statutu. Aktualnie uczelnia ma siedem wydziałów:
- Wydział Prawa i Ekonomii

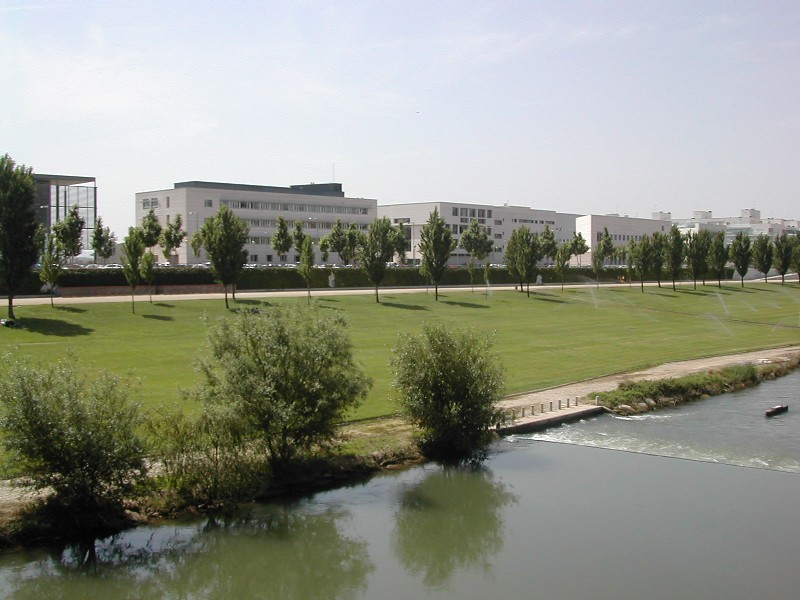
Nowy kampus uniwersytecki

- Wyższa Szkoła Techniczna Inżynierii Rolnictwa
- Wydział Literatury
- Wyższa Szkoła Politechniczna
- Wydział Medycyny
- Szkoła Uniwersytecka Pielęgniarstwa
- Wydział Nauk Edukacyjnych

Na UdL uczy się ok. 12 tysięcy studentów. Blisko dwie trzecie to mieszkańcy prowincji, jedna czwarta to Katalończycy z innych prowincji, 12% – mieszkańcy innych części Hiszpanii, a 2% – obcokrajowcy.

### Kultura
- Muzea

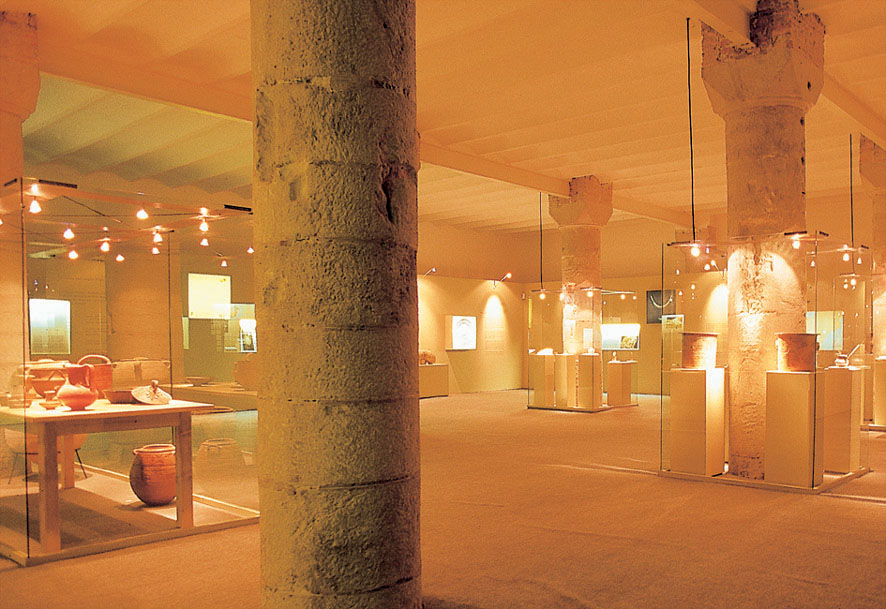
Sala Archeologiczna w IEI

  - Muzeum Paerii i Archiwum Miejskie w Pałacu Paerii
  - Muzeum Diecezjalne
  - Muzeum Sztuki Jaume Morera
  - Centrum Sztuki La Panera
  - Sala Archeologiczna w Institut d’Estudis Ilerdencs
  - Sala wystawiennicza na pl. Sant Joan
  - Sala wystawiennicza Centrum Kulturalnego Fundacji La Caixa
  - Sala Leandre Cristòfol
  - Roda Roda (muzeum motoryzacji)
  - Muzeum Wody

- Muzyka

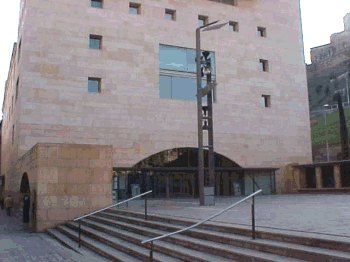
Audytorium Miejskie

  - Miejskie Audytorium im. Erica Granadosa
  - Międzynarodowy Festiwal Jazzowy w Lleidzie (od 1994)
  - Festiwal Rockowy Senglar (Oficjalna strona festiwalu)
- Teatr
  - Teatr el Escorxador (katal. Rzeźnia)
  - Miejska Sala Teatralna
  - spektakle teatralne w dawnym klasztorze karmelitanek bosych pw. Św. Teresy
  - Międzynarodowe Targi Teatrów Marionetkowych (od 1989)
- Kino
  - Pokaz kina latynoamerykańskiego (od 1994)
  - Międzynarodowy pokaz kina animowanego Animac (od 1996)

W 2007 r. Lleida będzie kulturalną stolicą Katalonii.

### Komunikacja i transport

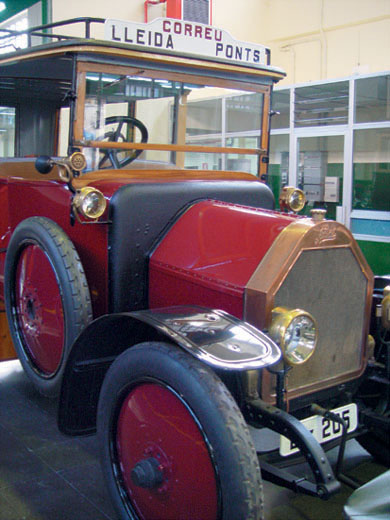
Roda Roda (muzeum motoryzacyjne)

Lleida jest miastem świetnie skomunikowanym z resztą kraju. Od południa omija ją autostrada A2, łącząca Barcelonę z Saragossą i dalej z Madrytem. Ponadto z Lleidy gwiaździście rozchodzą się inne drogi krajowe ku Andorze czy Huesce.
Od drugiej połowy XIX w. przez Lleidę przejeżdża kolej. Obecnie miasto jest stacją szybkiej kolei AVE z Madrytu do Tarragony. Trasę ok. 450 km łączącą Lleidę ze stolicą Hiszpanii pociąg pokonuje w niecałe trzy godziny, zatrzymując się po drodze tylko w Saragossie. Bilety kosztują od 56 do 102 euro. W najbliższych latach trasa zostanie przedłużona do samej Barcelony.
Obsługę lotniczą zapewnia głównie barceloński port lotniczy w El Prat de Llobregat. Bliżej, bo ok. 100 km od Lleidy, mieści się lotnisko w Reus koło Tarragony, obsługujące codzienne połączenia lotnicze m.in. z Londynem, Frankfurtem i Liverpoolem, a także co kilka dni z Dublinem, Amsterdamem czy Bukaresztem. Lotnisko Reus jest szczególnie popularne wśród tzw. przewoźników low-cost.
Na 1000 mieszkańców miasta przypada dziś blisko pół tysiąca samochodów osobowych (ok. 430 w 2000 r.). W ostatnich latach znacząco jednak wzrosła liczba pasażerów korzystających z publicznej komunikacji miejskiej. W Lleidzie obsługę transportową zapewnia 16 linii autobusowych w całości przystosowanych do przewozu osób niepełnosprawnych. Obecnie korzysta z niej rocznie blisko 7 milionów pasażerów (przy niecałych 4 milionach w 1986 r.).

### Sport
Najpopularniejszym klubem sportowym w Lleidzie jest futbolowa Unió Esportiva Lleida (ma również sekcję piłki ręcznej), istniejąca od 1939 r. Stadion Camp d’Esports mieści 13,5 tys. widzów.
Działa również koszykarski zespół Club Esportiu Lleida Basquetbol, znany w tabelach pod nazwą Plus Pujol Lleida, założony w 1997 r. W mieście są też kluby hokeja na wrotkach, lekkoatletyczne, pływackie, rugby czy siatkarskie.

### Lokalna kuchnia i dni świąteczne

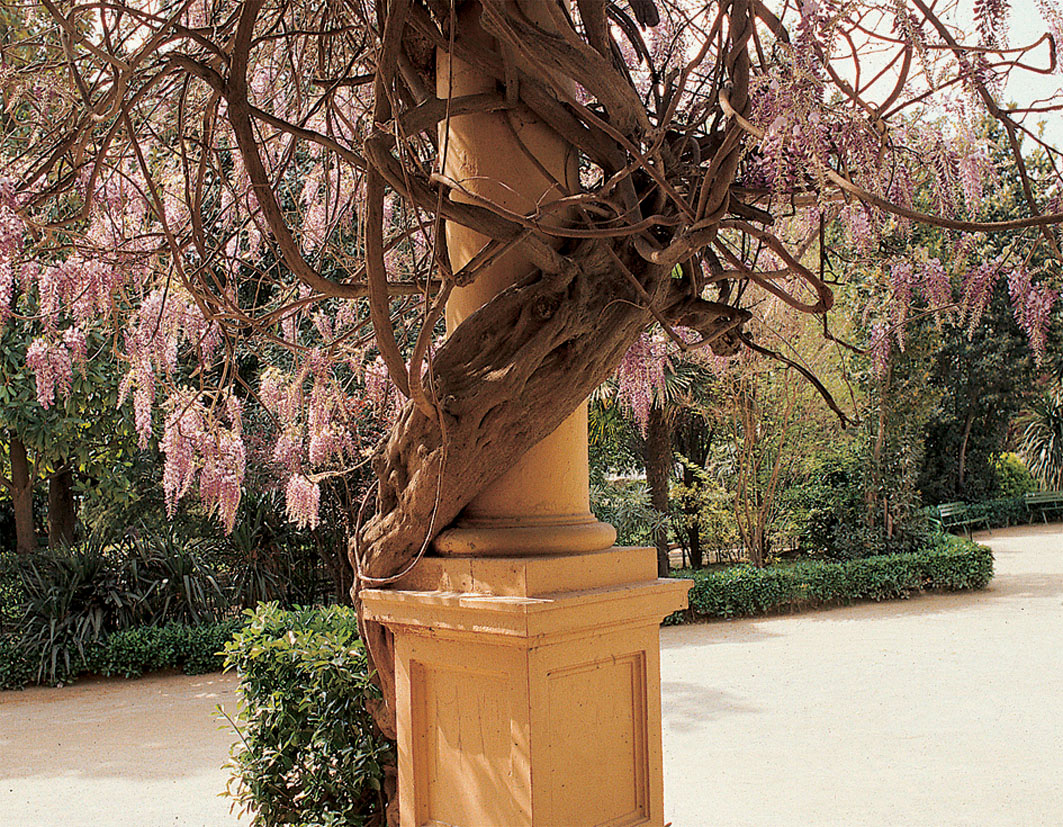
Pola Elizejskie

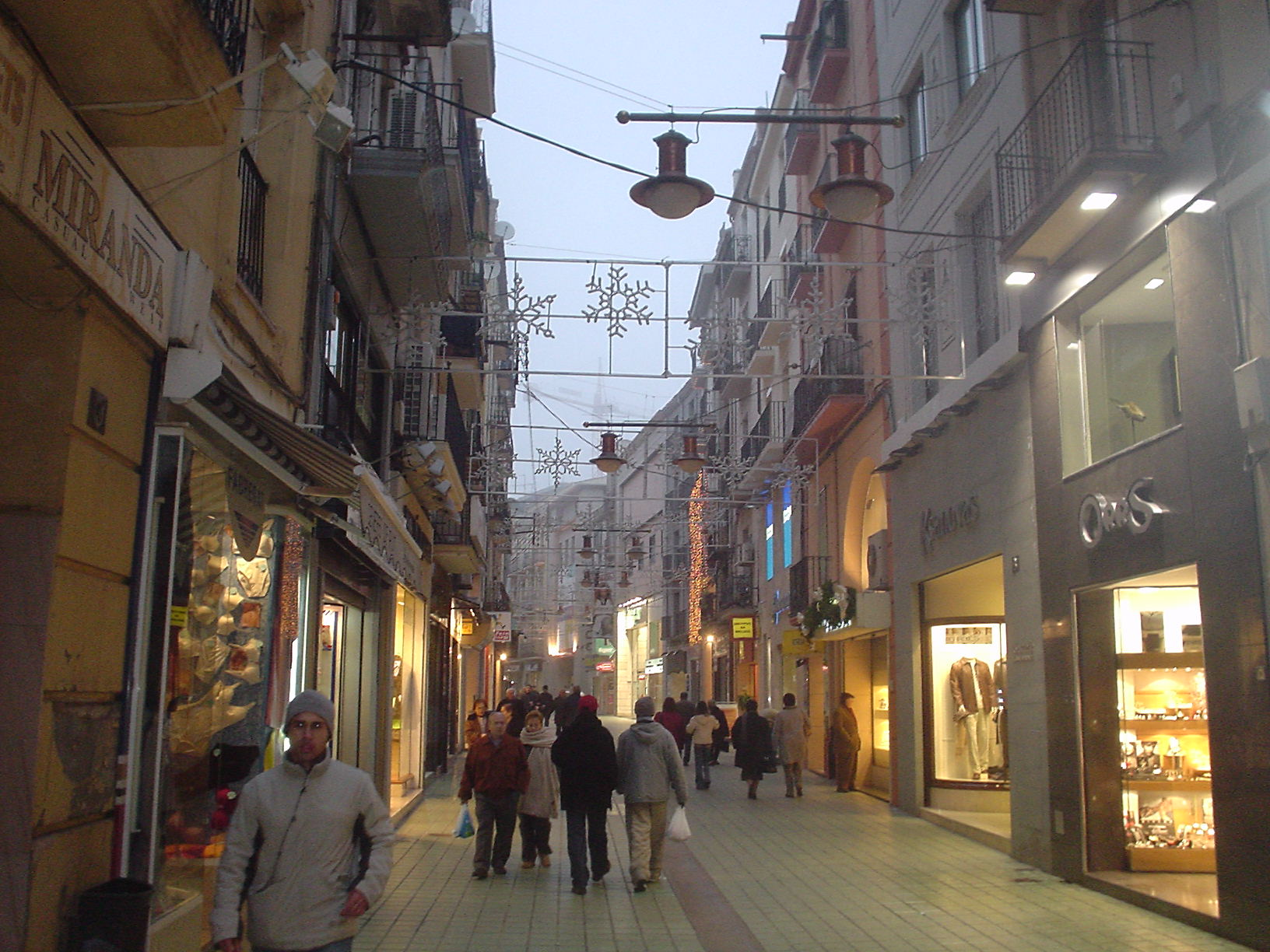
Carrer Major, główna ulica handlowa

Kuchnia z okolic Lleidy jest prosta i korzysta obficie z produktów regionalnego rolnictwa. Wśród typowych potraw prowincji znaleźć można m.in.:
- escalivada – rodzaj gulaszu
- catxipanda – flaczki
- tarty faszerowane warzywami, głównie szpinakiem

Popularne są ślimaki, na cały kraj słynie miejscowa oliwa, produkowana w comarce Garrigues. W okolicy wytwarzane są też wina Costers del Segre.
Najważniejsze lokalne święta to:
- Els Tres Tombs w dzień św. Antoniego (17 stycznia), święcenie bydła z przemarszem zwierząt przez miasto.
- Aplec del Caragol (katal. Święto Ślimaka, pierwsza niedziela maja)
- Festa Major de Sant Anastasi (11 maja)
- Processó del Fanalets (Procesja Lampionów) w dzień św. Jakuba (25 lipca)
- Festa de la Tardor o de Sant Miquel (Święto Jesieni) w dzień św. Michała (29 września)
- Festa de la Verge Blanca (Święto Białej Dziewicy, patronki miasta, 2 października)

Podczas Święta Jesieni tradycyjnie odbywa się też Targ Rolny, jeden z najważniejszych w całej Hiszpanii. Od 1956 r. organizowany jest na Polach Elizejskich (Els Camps Elisis) na lewym brzegu Segre.

## Klimat
Lleida znajduje się w strefie klimatu subtropikalnego typu półpustynnego (w klasyfikacji klimatów Köppena: BSk). Klimat charakteryzuje się chłodnymi zimami i długimi ciepłymi, częściowo gorącymi latami. Średnia roczna temperatura wynosi 21 °C w dzień i 8 °C w nocy. Opady śniegu są rzadkie – średnio 1,2 dnia rocznie. Nocne przymrozki w najchłodniejszych miesiącach – od grudnia do lutego – występują regularnie (zwykle 1/3 miesiąca), kilka razy zdarzają się również w listopadzie i marcu, rocznie występuje średnio 41,6 nocy przymrozkami.
| Miesiąc | Sty  | Lut  | Mar  | Kwi  | Maj  | Cze  | Lip  | Sie  | Wrz  | Paź  | Lis  | Gru | Roczna |
| --- | ---- | ---- | ---- | ---- | ---- | ---- | ---- | ---- | ---- | ---- | ---- | --- | ------ |
| Średnie temperatury w dzień [°C]                                                                                                   | 10.0 | 13.8 | 18.3 | 20.7 | 25.0 | 29.8 | 33.0 | 32.4 | 27.8 | 22.0 | 14.9 | 9.8 | 21,5   |
| Średnie dobowe temperatury [°C] | 5.5  | 7.7  | 11.3 | 13.8 | 17.9 | 22.3 | 25.2 | 24.9 | 20.9 | 15.9 | 9.7  | 5.7 | 15,0   |
| Średnie temperatury w nocy [°C] | 0.9  | 1.6  | 4.2  | 6.7  | 10.8 | 14.7 | 17.4 | 17.4 | 13.9 | 9.7  | 4.4  | 1.5 | 8,6    |
| Opady [mm] | 26   | 15   | 21   | 39   | 42   | 27   | 12   | 18   | 41   | 43   | 30   | 24  | 342    |
| Średnia liczba dni z opadami | 4.2  | 2.6  | 3.5  | 5.4  | 5.5  | 3.5  | 1.8  | 2.4  | 3.8  | 4.8  | 4.4  | 4.1 | 46,2   |
| Wilgotność [%] | 81   | 71   | 62   | 59   | 58   | 53   | 52   | 56   | 63   | 73   | 80   | 84  | 66     |
| Średnie usłonecznienie [h] | 116  | 162  | 226  | 248  | 282  | 321  | 356  | 319  | 256  | 195  | 135  | 96  | 2712   |
| Źródło: Agencia Estatal de Meteorología (liczba dni z opadami dla wartości 1 mm, wysokość 185 m n.p.m., 75 km od morza, 1983–2010) |      |      |      |      |      |      |      |      |      |      |      |     |        |

## Miasta partnerskie
- Ferrara, Włochy
- Foix, Francja
- Lérida, Kolumbia
- Hefei, Chińska Republika Ludowa
- Perpignan, Francja